# Sângeorgiu de Mureș
Sângeorgiu de Mureș ou Marosszentgyörgy en hongrois est une commune roumaine du județ de Mureș, dans la région historique de Transylvanie et dans la région de développement du Centre.

## Géographie
La commune de Sângeorgiu de Mureș est située dans le centre du județ, sur la rive gauche du Mureș, dans les collines de Niraj. La commune est située à 3 km au nord-est de Târgu Mureș, le chef-lieu du județ et elle fait partie de son agglomération.
La municipalité est composée des trois villages suivants (population en 2002) :
- Cotuș (358) ;
- Sângeorgiu de Mureș (7 514), siège de la municipalité ;
- Tofalău (20).

## Histoire
La première mention écrite du village date de 1332 sous le nom de Sancto Goergio.
La commune de Sângeorgiu de Mureș a appartenu au royaume de Hongrie, puis à l'empire d'Autriche et à l'Empire austro-hongrois.
En 1876, lors de la réorganisation administrative de la Transylvanie, elle a été rattachée au comitat de Maros-Torda.
La commune de Sângeorgiu de Mureș a rejoint la Roumanie en 1920, au traité de Trianon, lors de la désagrégation de l'Autriche-Hongrie. Après le deuxième arbitrage de Vienne, elle a été occupée par la Hongrie de 1940 à 1944. Elle est redevenue roumaine en 1945.

## Politique
Le conseil municipal de Sângeorgiu de Mureș compte 15 sièges de conseillers municipaux. À l'issue des élections municipales de juin 2008,Sándor Szabolcs Sófalvi (UDMR) a été élu maire de la commune.
| Parti                                      | Nombre de conseillers |
| ------------------------------------------ | --------------------- |
| Union démocrate magyare de Roumanie (UDMR) | 10                    |
| Parti démocrate-libéral (PD-L)             | 4                     |
| Parti social-démocrate (PSD)               | 1                     |

## Religions
En 2002, la composition religieuse de la commune était la suivante :
- Chrétiens orthodoxes, 36,86 % ;
- Réformés, 32,83 % ;
- Catholiques romains, 22,41 % ;
- Unitariens, 2,28 % ;
- Catholiques grecs, 1,50 % ;
- Adventistes du septième jour, 1,03 %.

## Démographie
En 1910, la commune comptait 835 Roumains (35,04 %) et 1 289 Hongrois (54,09 %).
En 1930, on recensait 1 238 Roumains (47,16 %), 1 126 Hongrois (42,90 %), 11 Allemands (0,42 %) et 247 Tsiganes (9,41 %).
En 2002, 2 770 Roumains (35,09 %) côtoient 4 597 Hongrois (58,24 %) et 509 Tsiganes (6,44 %). On comptait à cette date 2 644 ménages.
| 1850  | 1880  | 1900  | 1910  | 1930  | 1956  | 1977  | 1992  | 2002  |
| ----- | ----- | ----- | ----- | ----- | ----- | ----- | ----- | ----- |
| 1 551 | 1 656 | 2 125 | 2 383 | 2 625 | 3 447 | 6 122 | 7 892 | 7 892 |

| 2007  | - | - | - | - | - | - | - | - |
| ----- | - | - | - | - | - | - | - | - |
| 8 592 | - | - | - | - | - | - | - | - |

## Économie
L'économie de la commune repose sur l'agriculture, le tourisme et l'industrie (câbles électriques, machines à coudre, produits alimentaires).

## Communications

### Routes
Sângeorgiu de Mureș est située sur la route nationale DN15 Târgu Mureș-Reghin.

### Voies ferrées
la commune est desservie par la ligne de chemin de fer Războieni-Deda qui dessert Târgu Mureș.

## Lieux et Monuments
- Église catholique de style roman du XIIIe siècle.

- Château Mariaffi de 1870.

- Station thermale.